# Crowea saligna
Espèce
Classification phylogénétique
Crowea saligna est une espèce de plantes à fleurs de la famille des Rutaceae. Il s'agit d'un petit buisson de 1 à 1,5 m de haut, endémique de l'est de la Nouvelle-Galles du Sud en Australie.
Le terme Crowea est un hommage à James Crowe, chirurgien et botaniste anglais (1750/1751-1807). Le terme saligna vient du latin et signifie du saule ; cela fait référence à une vague ressemblance des feuilles de cet arbuste avec celles des saules.